# 安田女子大学
安田女子大学（やすだじょしだいがく、英語: Yasuda Women's University、公用語表記: 安田女子大学）は、広島県広島市安佐南区安東6丁目13番1号に本部を置く日本の私立大学。1915年創立、1966年大学設置。大学の略称は安田。

## 沿革
- 1915年（大正4年）
  - 1月 - 各種学校令に拠る広島技芸女学校の開校認可
  - 4月 - 安田リヨウにより広島技芸女学校を開校（広島市中島本町）
- 1917年（大正6年）10月 - 校地を広島市基町（現・西白島町）へ移す
- 1918年（大正7年）4月 - 広島技芸女学校を安田技芸女学校と改称。実業学校令に拠る広島技芸女学校を開校
- 1920年（大正9年）4月 - 広島技芸女学校を高等女学校令による広島実科高等女学校に昇格。安田技芸女学校を広島技芸女学校と改称
- 1922年（大正11年）4月 - 広島実科高等女学校を安田高等女学校に改組し開校
- 1927年（昭和2年）8月 - 広島技芸女学校を広島高等家政女学校と改称
- 1928年（昭和3年）8月 - 安田高等女学校を財団法人安田高等女学校に改組
- 1930年（昭和5年）5月 - 広島女子教員養成所を開所
- 1944年（昭和19年）
  - 3月 - 広島女子教員養成所を廃止
  - 5月 - 安田高等女学校内に保育所を併設
- 1945年（昭和20年）
  - 3月 - 広島高等家政女学校を廃止。安田高等女学校内に併設していた保育所を廃止
  - 8月 - 原子爆弾により校舎全壊
  - 12月 - 校地として旧・工兵隊跡地使用の内諾を得る
- 1946年（昭和21年）
  - 1月 - 本格的復旧工事を開始
  - 4月 - 安田高等女学校が5年制となる
- 1947年（昭和22年）4月 - 学制改革により安田女子中学校を開校。広島Y･D･Mカレッヂを開校
- 1948年（昭和23年）4月 - 学制改革により安田高等女学校を廃止し、安田女子高等学校を開校
- 1951年（昭和26年）
  - 3月 - 学校法人安田学園へ組織変更
  - 4月 - 広島県の委託を受け、広島県立保育専門学校を開校
- 1952年（昭和27年）5月 - 安田保育園を開園
- 1953年（昭和28年）
  - 3月 - 広島県立保育専門学校を県に返還
  - 4月 - 安田学園幼稚園教員養成所を開所
  - 6月 - 安田保育園を廃止。安田幼稚園を開園
- 1955年（昭和30年）4月 - 安田女子短期大学保育科を白島校地にて開学
- 1956年（昭和31年）
  - 3月 - 安田学園幼稚園教員養成所を廃止
  - 4月 - 安田小学校を開校。安田幼稚園を安田女子短期大学付属幼稚園と改称
- 1961年（昭和36年）4月 - 短期大学に家政科を開設
- 1965年（昭和40年）3月 - 広島Y･D･Mカレッヂを廃止
- 1966年（昭和41年）4月 - 安田女子大学 文学部日本文学科、英米文学科を安東校地にて開学
- 1967年（昭和42年）9月 - 短期大学を白島校地より安東校地へ移転
- 1975年（昭和50年）4月 - 大学文学部に児童教育学科を開設
- 1981年（昭和56年）4月 - 安田女子大学付属幼稚園を安東校地にて開園
- 1984年（昭和59年）4月 - 安田女子大学文学部の英米文学科を英語英米文学科に改称
- 1988年（昭和63年）4月 - 安田女子短期大学に秘書科を開設
- 1991年（平成3年）4月 - 安田女子短期大学の家政科を生活科学科に改称
- 1994年（平成6年）4月 - 安田女子大学大学院文学研究科日本語学日本文学専攻（修士課程）、 英語学英米文学専攻（修士課程）、教育学専攻（修士課程）を開設
- 1996年（平成8年）4月 - 安田女子大学大学院文学研究科日本語学日本文学専攻、英語学英米文学専攻、教育学専攻の博士後期課程を開設
- 1998年（平成10年）4月 - 安田女子大学文学部に人間科学科を開設
- 2001年（平成13年）4月 - 安田女子大学大学院文学研究科の教育学専攻修士課程に臨床心理学コースを開設
- 2002年（平成14年）4月 - 安田女子大学文学部の日本文学科を日本文学専攻、書道文化専攻の2専攻に分割
- 2003年（平成15年）4月 - 安田女子大学に現代ビジネス学部現代ビジネス学科を開設
- 2004年（平成16年）4月 - 安田女子大学に家政学部生活デザイン学科、管理栄養学科を開設。安田女子大学文学部の人間科学科を学生募集停止し心理学科に改組。安田女子短期大学の生活科学科を学生募集停止
- 2005年（平成17年）3月 - 安田女子短期大学の生活科学科を廃止
- 2006年（平成18年）4月 - 安田女子大学大学院文学研究科の教育学専攻修士課程に教育学・心理学コースを開設
- 2007年（平成19年）
  - 4月 - 安田女子大学に薬学部薬学科（6年制）を開設
  - 9月 - 安田女子大学文学部の人間科学科を廃止
- 2011年（平成23年）4月 - 安田女子大学文学部日本文学科の日本文学専攻を学生募集停止し文学部日本文学科に、書道文化専攻を学生募集停止し文学部書道学科に改組
- 2012年（平成24年）4月 - 安田女子大学文学部の児童教育学科を学生募集停止し教育学部児童教育学科に、心理学科を学生募集停止し心理学部心理学科に改組
- 2013年（平成25年）4月 - 安田女子大学大学院に家政学研究科健康生活学専攻（修士課程）、薬学研究科薬学専攻（博士課程）を開設
- 2014年（平成26年）4月 - 安田女子大学に看護学部看護学科を開設
- 2015年（平成27年）4月 - 安田女子大学に現代ビジネス学部国際観光ビジネス学科を開設。安田女子短期大学の秘書科を学生募集停止
- 2016年（平成28年）
  - 3月 - 安田女子短期大学の秘書科を廃止
  - 4月 - 安田女子大学の家政学部に造形デザイン学科を開設
- 2017年（平成29年）9月 - 安田女子大学文学部の心理学科を廃止
- 2018年（平成30年）4月 - 安田女子大学心理学部の心理学科を現代心理学科に改称。安田女子大学の心理学部にビジネス心理学科を開設。安田女子大学大学院に看護学研究科看護学専攻（博士前期課程・博士後期課程）を開設
- 2020年（令和2年）4月 - 安田女子大学に現代ビジネス学部公共経営学科を増設
- 2025年（令和7年）4月 - 安田女子大学に理工学部を開設。教育学部に幼児教育学科を開設

## 学部
- 文学部　 
  - 日本文学科
  - 書道学科
  - 英語英米文学科
- 教育学部　
  - 児童教育学科
  - 幼児教育学科
- 心理学部
  - 現代心理学科
  - ビジネス心理学科
- 現代ビジネス学部
  - 現代ビジネス学科
  - 国際観光ビジネス学科
  - 公共経営学科
- 家政学部
  - 生活デザイン学科
  - 管理栄養学科
  - 造形デザイン学科
- 薬学部
  - 薬学科（6年制）
- 看護学部
  - 看護学科
- 理工学部
  - 生物科学科
  - 情報科学科
  - 建築学科

## 大学院
- 文学研究科
  - 日本語学日本文学専攻（博士前期課程・博士後期課程）
  - 英語学英米文学専攻（博士前期課程・博士後期課程）
  - 教育学専攻（博士前期課程・博士後期課程）
    - 教育学・心理学コース（博士前期課程のみ）
    - 臨床心理学コース（博士前期課程のみ）
- 家政学研究科
  - 健康生活学専攻（修士課程）
- 看護学研究科
  - 看護学専攻（博士前期課程・博士後期課程）
    - 療養生活支援コース（博士前期課程のみ）
    - 看護管理コース（博士前期課程のみ）

## 学内奨学金
補給型
- 教育ローン利息補給奨学金

減免型
- 特待生入試制度（薬学部薬学科）

## アクセス
アストラムライン 安東駅（安田女子大学前）から徒歩約4分。
- アストラムライン：本通・県庁前・新白島駅・大町方面 - 安東 - 大塚・広域公園前方面

## 対外関係
修鶴安田（しゅうかくやすだ）
- 「広島修道大学」「鶴学園広島工業大学」「安田女子大学安田女子短期大学」がユニットを組み、広島県・広島市の18才人口の東京一極集中「東京へ流出」を止めるための試行。東京大魅力の一因である「早慶上智」に敢えて対峙を試みている。修道学園、鶴学園、安田学園の卒業生一部が連携して試行している。

他の大学との協定
国内・学術交流等協定校
- 放送大学[2]

国際・学術交流等協定校
- カリフォルニア州立大学サンバナディノ校（アメリカ・カリフォルニア州）
- 国立台中科技大学（台湾・台中市）
- 南クイーンズランド大学（オーストラリア・クイーンズランド州）
- オタゴポリテクニック（ニュージーランド・南島・オタゴ地方）

## 著名な出身者
- 平繁かなえ - あいテレビアナウンサー
- 船津ゆうこ - フリーアナウンサー
- 原田知恵 - フリーアナウンサー
- 平田明子 - ケロポンズのポン
- 浅田真由 - 広島ローカルタレント、広島東洋カープ選手大瀬良大地の妻
- 藤岡なお - 広島ローカルタレント・モデル
- 東園恵 - 広島ローカルタレント・ラジオパーソナリティ
- ペロペロしてやりたいわズ。 - ロックバンド